# Real Sociedade Independente
O Real Sociedade Independente, é um clube de futebol da cidade de Jardim de Piranhas. As cores do seu escudo são preto, branco e Coral. Tem como mascote o. Joga no Estádio Benedito Bezerra Lins, o Bezerrão, em Jardim de Piranhas, que tem capacidade para 3.000 pessoas.

## História
O clube fundado em 1982, estreou no futebol profissional em 2008, e logo no primeiro ano, conquistou o título da Segunda Divisão e consequentemente o acesso a elite. No torneio da Primeira divisão de 2009 o Real Independente acaba na penúltima posição, sendo rebaixado.
Com dificuldades financeiras o clube se licencia após o rebaixamento. 

## Títulos
- Campeonato Potiguar da Segunda Divisão de Futebol (2008)